# Hossein Alizadeh
Pour les articles homonymes, voir Alizadeh.
Cet article concerne le musicien. Pour le coureur cycliste, voir Hossein Alizadeh (cyclisme).

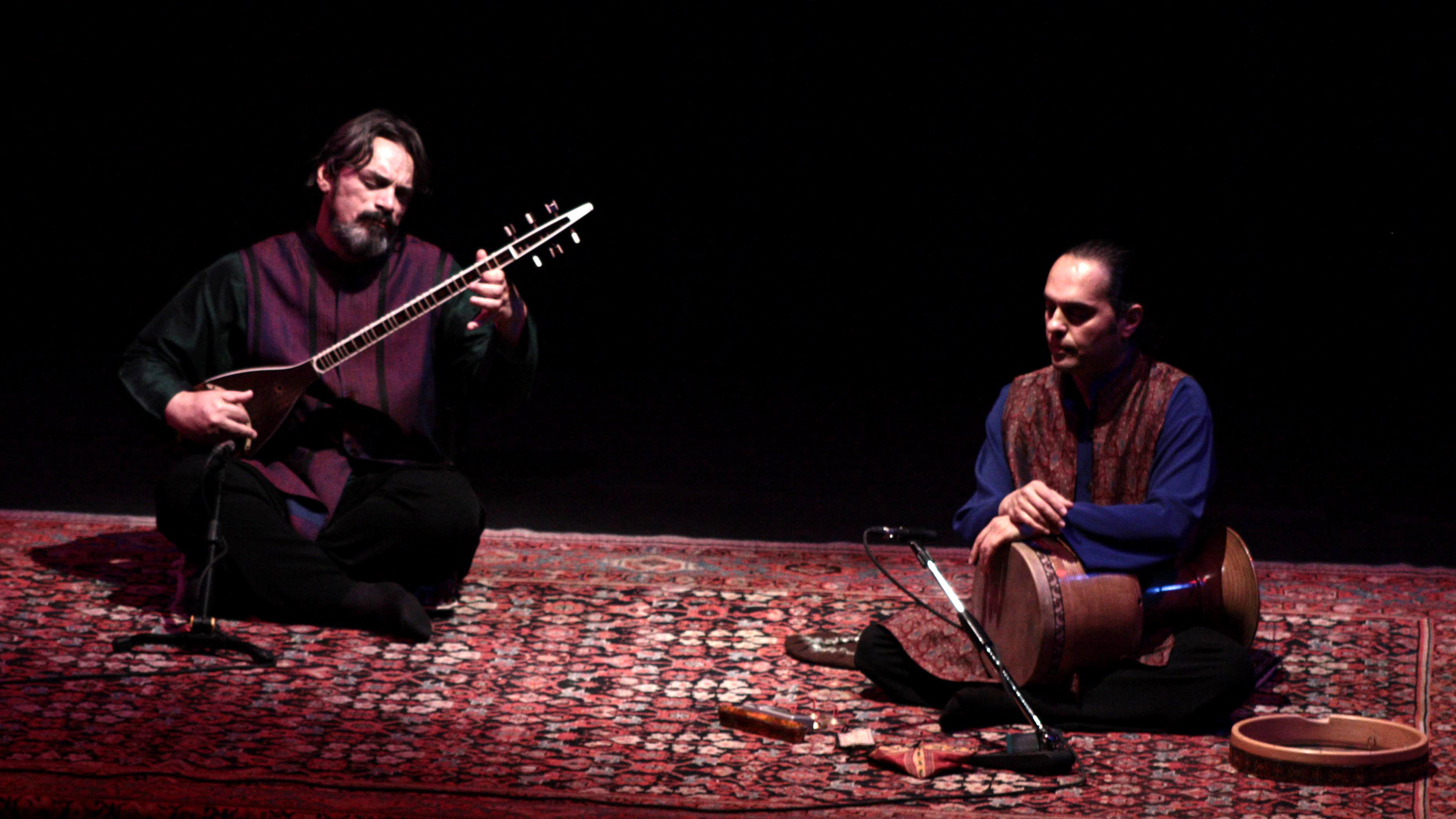

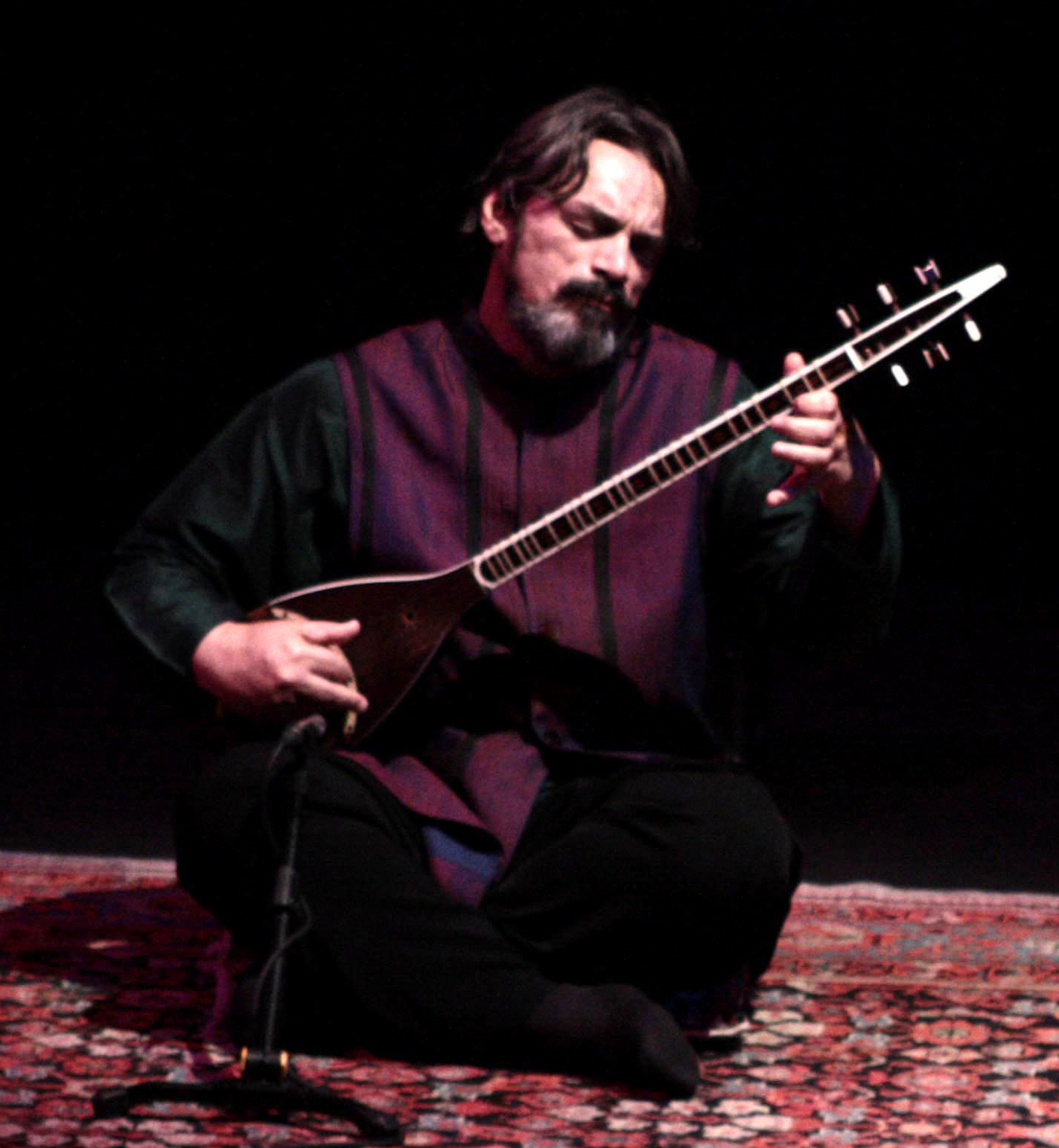

Hossein Alizadeh , (en persan : حسین علیزاده) (né en 1951 à Téhéran) est un compositeur et musicien iranien travaillant notamment avec des luths traditionnels târ, setâr et tambûr.

## Carrière
Né en 1951 à Téhéran d'une mère persane originaire d'Arak et d'un père azéri originaire d'Ourmia, Hossein Alizâdeh étudie la musique dès l'enfance au conservatoire puis poursuit sa formation à la faculté des Beaux Arts de l'université de Téhéran. Parallèlement à cette formation académiaque,  il étudie le radif de la musique iranienne avec les maîtres Hooshang Zarif (en), Ali-Akbar Shahnazi (en), Nour Ali Boroumand, Mahmoud Karimi, Abdollah Davami, Youssef Foroutan et Sa'id Hormozi (en). Il étudie aussi la musicologie à l'université des Arts de Berlin dans les années 1980.
Il rejoint ensuite l'orchestre national iranien comme soliste puis collabore avec le groupe Sheyda avant de créer le groupe Aref et en 1989 Hamavayan Ensemble. Il y rencontre des musiciens d'envergure tels Mohammad Reza Shadjarian et Parviz Meshkatian.
Parallèlement à l'approfondissement de ses connaissances sur le répertoire classique et à l'étude historique de son évolution, il a introduit de nouvelles théories tant dans les techniques d'improvisation que dans la composition qu'il évoque lors de ses interventions dans les universités européennes et américaines. 

## Publications et compositions
Il a publié une méthode de setâr, des intégrales du radif pour le târ et le setâr, et il a composé de nombreuses musiques de film ou de scène.

## Récompenses et distinctions
Hossein Alizadeh a rejeté la Légion d'honneur en 2014.

## Discographie
- 2010 : Birthplace of Earth (مادران زمین ), Hossein Alizadeh & Hamavayan, Ba Music Records.
- 2009 : Half Moon (نیوه مانگ), Hossein Alizadeh, Ba Music Records.
- 2009 : Echoes of Light (نوای نور ),Hossein Alizadeh & Madjid Khaladj, Ba Music Records.
- 2007 : Ode To Flowers (سرود گل ), Hamavayan Ensemble, Hossein Alizadeh, Ba Music Records.
- 2006 : Endless Vision (Iran-Arménie), Hossein Alizadeh et Djivan Gasparian
- 2005 : Birds (پرنده ها ), H.Alizadeh : târ ; Madjid Khaladj : tombak ; H.Nikham : voix, Ba Music Records.
- Musique iranienne : improvisations (کنسرت بداهه نوازی : نوا و همایون ) : H. Alizadeh : târ ; Madjid Khaladj : tombak
- Endless Vision, 2006 : H. Alizadeh : shoor-angiz ; Djivan Gasparyan : duduk
- World Village Music - Faryad (The Cry), 2005 : MR Shadjarian : voix ; H. Alizadeh : târ ; K. Kalhor : kamânche ; H Shadjarian : voix et tombak
- World Village Music - Sallaneh, 2003 : H. Alizadeh : sallaneh
- Bi To Be Sar Nemishavad (Without You), 2002 : MR Shadjarian : voix ; H. Alizadeh : târ ; K. Kalhor : kamânche ; H Shadjarian : voix et tombak
- Iran : Les Maîtres de l'improvisation, 2002 : H. Alizadeh : târ ; Madjid Khaladj : tombak
- World Village Music - Zemestan ast (It's Winter), 2000 : Mehdi Akhavan Sales : poèmes ; MR Shadjarian : voix ; H. Alizadeh : târ ; K. Kalhor : kamânche ; H Shadjarian : voix et tombak
- Raz-e No (New Secret), 1999 : H. Alizadeh : compositeur, târ, tambûr ; M. Keramati, A. Rasayi, H. Niknam, A. Samadpour : voix ; D. Zargari : tombak
- Iranian Music: Saz-Eno, 1998 : H. Alizadeh : târ, setâr, tambûr ; A. Rassai : voix ; Madjid Khaladj : tombak
- Art of improvisation in rastpanjgah, 1998 : H. Alizadeh : târ ; Madjid Khaladj : tombak
- Nowruz [Live], 1997 : H. Alizadeh : setâr, tambûr ; Sharam Nazeri : voix
- Paria, Qesseh-ye Dokhtara-ye Nane Darya (Paria, Tale of Daughters of the Mother Sea) - Sobhgahi, 1996 :  H. Alizadeh : compositeur ; M. Karamati : voix
- Live at the Los Angeles Festival, 1995
- Iranian traditional music Radif M. A.,
- No Bang-e Kohan (Ancient Call-Anew)
- Ava-ye Mehr (Song of Compassion), 1991 : H. Alizadeh : compositeur ; Orchestra of Indigenous Instruments of Iran
- Shourangiz (Song of Compassion), 1988 : H. Alizadeh : compositeur ; Sheyda & Aref Groups ; Shahram Nazeri : voix
- Raz-o-Niaz, 1986 : H. Alizadeh : compositeur ; Sheyda & Aref Groups ; Alireza Eftekhari : voix
- Torkaman, 1986 : H. Alizadeh : setâr
- Dream, 1986
- NeyNava, 1983 : H. Alizadeh : compositeur ; String Orchestra of the National Radio and Television of Iran ; Djamshid Andalibi : ney
- Osyan (Revolt), 1983
- Hesar, 1977
- Hamnavayi, 1977 : H. Alizadeh : târ ; A. Tahmasbi : târ ; D. Zargari : tombak
- Savaran-e Dasht-e Omid (Riders of the Plain of Hope), 1977
- Chahargah & Bayat-e Tork : H. Alizadeh : târ, setâr ; Hossein Omoumi : ney, voix ; M. Ghavihelm : tombak
- Paykubi : H. Alizadeh : setâr ; D. Zargari : tombak
- Nava, 1976 : H. Alizadeh : târ ; Madjid Khaladj : tombak
- Homayun : H. Alizadeh : setâr ; Madjid Khaladj : tombak
- Gabbeh :